# Championnat de Nouvelle-Zélande de football 1996-1997
Navigation
Saison précédente Saison suivante
La saison 1996-1997 du Championnat de Nouvelle-Zélande de football est la 28e édition du championnat de première division en Nouvelle-Zélande. La National Summer Soccer League  est organisée en deux phases. Lors de la première, dix équipes (sélectionnées par invitation) se retrouvent au sein d'une poule unique où les formations se rencontrent deux fois, à domicile et à l'extérieur. Les quatre premiers disputent ensuite la troisième phase, qui se joue en tournoi à élimination directe jusqu'à la finale nationale. Il n'y a ni promotion, ni relégation en fin de saison.
C'est le club de Waitakere City FC, double tenant du titre, qui remporte à nouveau le championnat après avoir battu en finale Napier City Rovers AFC. C'est le 5e titre de champion de Nouvelle-Zélande de l'histoire du club, qui devient le premier club à remporter trois titres de champion consécutifs.
Le club de Waikato United fusionne avec le Melville AFC pour former le Melville United AFC, qui récupère donc la place laissée vacante en National Summer Soccer League.

## Les clubs participants
| - North Shore United AFC - Waitakere City FC - Wellington United AFC - Miramar Rangers - Woolston WMC | - Mount Maunganui AFC - Melville United AFC - Napier City Rovers AFC - Nelson Suburbs AFC - Central United FC |

## Compétition
Une  séance de tirs au but est organisée si une rencontre se termine sur un score nul. Le barème utilisé pour établir le classement est le suivant :
- Victoire dans le temps réglementaire : 4 points
- Victoire après séance de tirs au but : 2 points
- Défaite après séance de tirs au but : 1 point
- Défaite dans le temps réglementaire : 0 point

| Rang | Équipe                 | Pts | J  | G  | N | P  | Bp | Bc | Diff |
| ---- | ---------------------- | --- | -- | -- | - | -- | -- | -- | ---- |
| 1    | Napier City Rovers AFC | 50  | 18 | 12 | 2 | 4  | 42 | 18 | +24  |
| 2    | Central United FC      | 50  | 18 | 12 | 1 | 5  | 47 | 26 | +21  |
| 3    | Waitakere City FC (T)  | 43  | 18 | 10 | 2 | 6  | 39 | 21 | +18  |
| 4    | North Shore United AFC | 43  | 18 | 9  | 4 | 5  | 40 | 29 | +11  |
| 5    | Miramar Rangers        | 42  | 18 | 8  | 6 | 4  | 35 | 26 | +9   |
| 6    | Nelson Suburbs         | 36  | 18 | 9  | 0 | 9  | 25 | 33 | -8   |
| 7    | Melville United AFC    | 25  | 18 | 5  | 3 | 10 | 31 | 43 | -12  |
| 8    | Wellington United AFC  | 25  | 18 | 5  | 5 | 8  | 31 | 46 | -15  |
| 9    | Woolston WMC           | 17  | 18 | 3  | 3 | 12 | 17 | 39 | -22  |
| 10   | Mount Maunganui AFC    | 13  | 18 | 1  | 6 | 11 | 14 | 40 | -26  |

|  | Qualification pour la phase finale |
|  | (T) : Tenant du titre              |

### Phase finale
|  | Quarts de finale | Quarts de finale   | Quarts de finale |  |   | Demi-finale       | Demi-finale | Demi-finale |   |                   | Finale             | Finale             | Finale             |
|  |                  |                    |                  |  |   |                   |             |             |   |                   |                    |                    |                    |
|  | 22 mars          |                    |                  |  |   |                   |             |             |   |                   |                    |                    |                    |
|  | 1                | Napier City Rovers | 3                |  |   |                   |             |             |   |                   | 6 avril à Auckland | 6 avril à Auckland | 6 avril à Auckland |
|  | 2                | Central United FC  | 0                |  |   | 28 mars           | 28 mars     | 28 mars     |   |                   | 1                  | Napier City Rovers | 1                  |
|  |                  |                    |                  |  | 2 | Central United FC | 1           |             | 3 | Waitakere City FC | 3                  |                    |                    |
|  | 22 mars          | 22 mars            | 22 mars          |  | 3 | Waitakere City FC | 3           |             |   |                   |                    |                    |                    |
|  | 3                | Waitakere City FC  | 2                |  |   |                   |             |             |   |                   |                    |                    |                    |
|  | 4                | North Shore        | 1                |  |   |                   |             |             |   |                   |                    |                    |                    |

## Bilan de la saison
| Championnat de Nouvelle-Zélande de football 1996-1997                        |                              |
| Champion                                                                     | Waitakere City FC (5e titre) |
| Coupes et trophées                                                           |                              |
| Vainqueur de la Coupe de Nouvelle-Zélande 1996-1997                          | Central United FC            |
| Promotions et relégations                                                    |                              |
| Promus en Championnat de Nouvelle-Zélande de football                        | Aucun                        |
| Relégués en Championnat de Nouvelle-Zélande de football de deuxième division | Aucun                        |